# Iorek Byrnison
Iorek Byrnison er en fiktiv panserbjørn i Philip Pullmans trilogi Det gyldne kompas.
Som alle andre panserbjørne, følger Iorek et meget strengt adfærdkodeks og vil aldrig nogensinde bryde et løfte han har givet. Han har en utrolig styrke og mange af hans bjørnerace er meget dygtige smede. Han er en god ven til Lyra og Lee Scoresby.
I den første bog i trilogien, Det gyldne kompas, finder Lyra Iorek ansat som smed på en norsk havn. Byfolkene har lokket Ioreks himmel-jerns-rustning fra ham, mens han var beruset efter de havde tilbudt ham alkohol. Han fortæller Lyra, at hvis han havde sin rustning, ville han dræbe de mennesker der havde stjålet hans rustning, men uden hans rustning, vil han bare blive dræbt i forsøget. Efter at have snakket med Iorek, beslutter Lyra at bruge hendes alethiometer til at finde Ioreks rustning, så han kan bryde fri og hjælpe den gruppe folk hun rejser med.
Ved brug af alethimetret, finder Lyra ud af at rustningen er skjult i den lokale præsts huskælder. Umiddelbart efter Lyra fortæller hvor rustningen er, skynder Iorek sig hen og finde den, efter hans arbejdstimer er ovre. Da folkene i byen indser, hvad Ioreks hensigter er, prøver nu at dræbe ham. Iorek er lige ved at smadre kraniet på en angriber, da Lyra får ham til at indse at det ville være bedre ikke at såre manden, da dette kun ville føre til flere kampe og forsinke deres rejse.
Senere i historien fortæller Pullman, dog mellem linjerne, at Iorek ville være blevet konge i sit hjemland Svalbard, hvis det ikke var fordi han var blevet udstødt derfra. Det er mest Iofur Raknison, der skulle efterfølge Iorek som konge, der er skyld i denne udstødelse, men der har aldrig været helt gode beviser for at det skulle være Iofur, der havde givet en anden bjørn berusende midler, og på den måde få ham til at opføre dumt. Iorek og bjørnen var efterfølgende kommet op og slås om en hunbjørn, men i den anden bjørns berusede tilstand, ville han ikke give sig, når en anden fornuftigt bjørn ville opgive. Iorek havde efterfølgende dræbt den anden bjørn, hvilket er strengt forbudt og Iorek bliver udstødt. Da Iorek vender tilbage til Svalbard, kæmper han mod Iofur og udfordrer ham i en duel. Iorek besejrer Iofur og overtager sin retsmæssige plads på tronen. Sådan ender hans rolle i den første bog.
I den tredje bog Ravkikkerten, er Iorek tvunget til at tage sine bjørne med til Himalaya, på grund af klimaforandringer i hjemlandet Svalbard, som er forårsaget af Lord Asriels åbning mellem 2 verdner.
Han bruger senere i bogen sine færdigheder som smed, til at reparere "Skyggernes kniv" med hjælp fra Lyra og Will.
Han og et regiment af undersåtter kæmper på Lord Asriels side i kampen på sletterne. Han tager med Lyra og Will ud for at finde deres forsvundne daimoner. Ved udgangen af Ravkikkerten, kommer det til udtryk at Iorek vender tilbage til Svalbard og forbliver hersker over bjørnene.

## Film & teater
Iorek er blevet spillet af mange forskellige skuespillere. I den skotske opsætning af Det Gyldne Kompas på "Scottish Youth Theater" bliver han spillet af Sandy Howie og Stuart Leel.
I filmen Det Gyldne Kompas, bliver Iorek spillet af skuespilleren Ian McKellen.